# PQ-12 (航空機)
フリートウイングス PQ-12
YPQ-12A
- 用途：有人ターゲット・ドローン
- 製造者：フリートウイングス
- 運用者：アメリカ陸軍航空隊
- 生産数：9機

フリートウイングス PQ-12（Fleetwings PQ-12 ）は、1940年代にフリートウイングス社がアメリカ陸軍航空隊向けに設計/製造した有人のターゲット・ドローンである。
PQ-12は225 hp (168 kW)のライカミング O-435エンジンを搭載した単発単葉機であった。固定の首車輪式降着装置、双尾翼、有人飛行用に開放式のコックピットを備えていた。オプションの操縦士の代わりにコックピット内に500 lb (225 kg)爆弾を搭載することが可能であった。元々の試作機はキャンセルされたが、改良型とその後に8機の試験機が製造された。40機の量産型が発注されたが、後にこれはキャンセルされた。

## 派生型
XPQ-12
試作機。製造されず。
XPQ-12A
改良型試作機。1機製造。
YPQ-12A
試験/評価用機。8機製造。
PQ-12A
量産型。40機が発注されたが製造されず。